# Ornimegalonyx
Ornimegalonyx byl rod obřích nelétavých sov, jehož zástupci žili v pleistocénu na ostrově Kuba. Vyhynuli asi před deseti tisíci lety. Tito ptáci dosahovali výšky přes jeden metr a jejich váha se odhaduje na 9 kg. Byli tak příkladem ostrovního gigantismu. Měli dlouhé silné nohy a zakrnělá křídla i ocas. Předpokládá se, že jejich hlavní kořistí byla hutia-konga.
Fosilie ornimegalonyxe objevil v roce 1954 kubánský paleontolog Oscar Arredondo a předpokládal, že šlo o příslušníka čeledi Phorusrhacidae. Teprve o sedm let později dokázal Pierce Brodkorb příbuznost rodu se sovami.